# Airuno

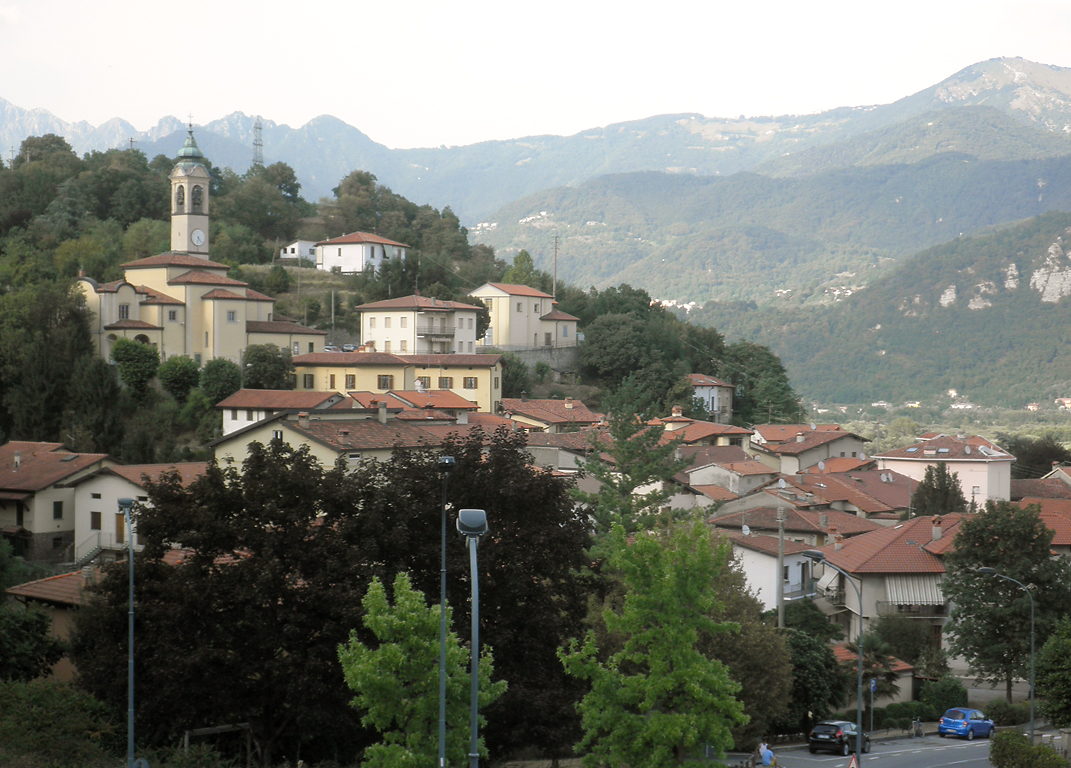
Airuno

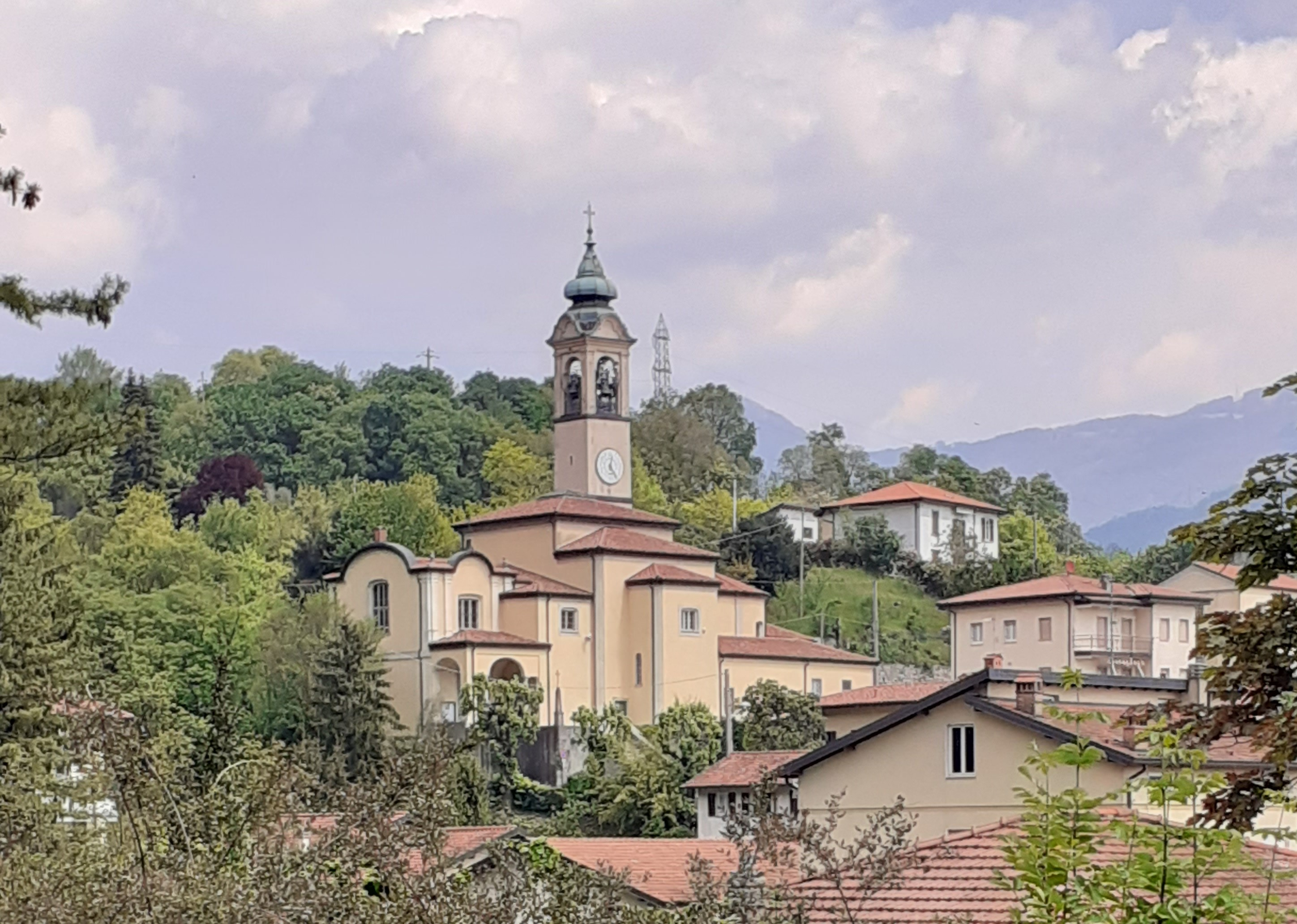
Pfarrkirche Santi Cosma e Damiano

Airuno ist eine Gemeinde in der Provinz Lecco in der Region Lombardei.

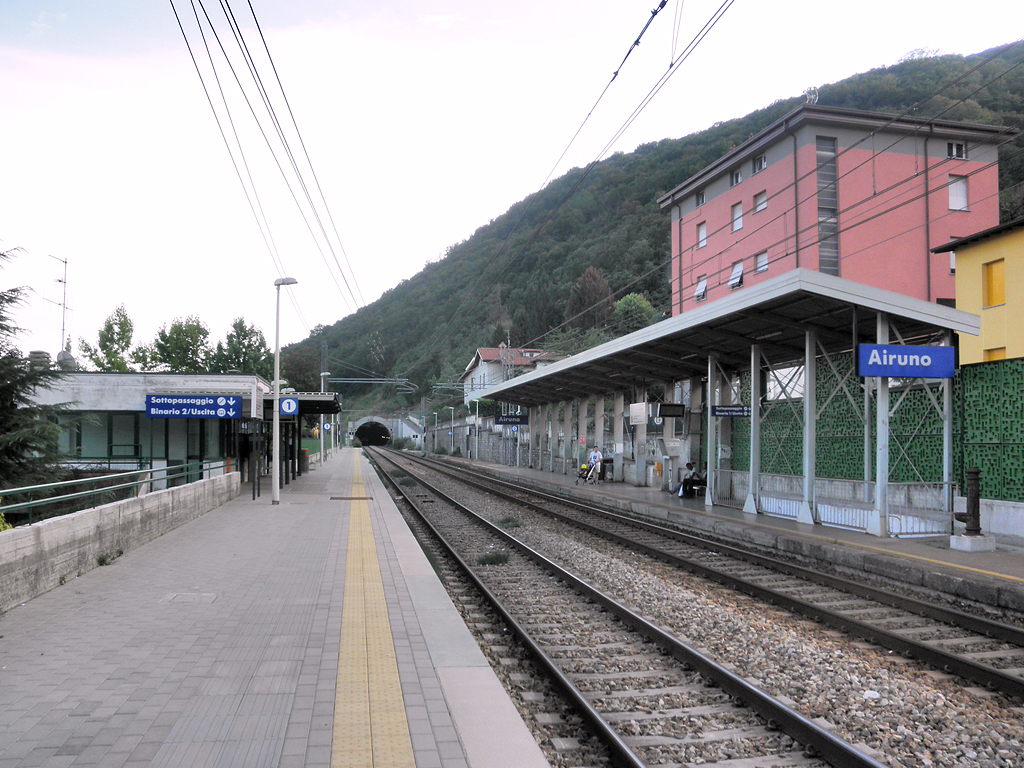
Bahnhof

## Geographie
Die Gemeinde umfasst die Fraktion Aizurro. Im Jahr 1971 hatte die Gemeinde Airuno eine Fläche von 431 Hektar.
Die Nachbargemeinden sind Brivio, Colle Brianza, Olgiate Molgora, Olginate und Valgreghentino.

## Geschichte
Die Anwesenheit einer Siedlung in Römerzeit wird durch die Entdeckung einer Grabstele mit lateinischen Inschriften aus der späten Römerzeit, die bei Ausgrabungen in der heutigen Via Postale Vecchia ans Licht kamen. Von Airuno aus passierte die römische Straße Via Spluga, die Mailand mit Lindau verband und über den Splügenpass führte.
Der Ortsname (in der Form Ayruno) wird 960 nach Christus erstmals im Testament eines langobardischen Adligen namens Alcherio erwähnt, der in der Festung von Airuno wohnte: diese war eine Wachturm zur Zeit der Römer, der von den Langobarden in eine befestigte Burg verwandelt wurde. Am 31. Dezember 1208 bestätigten die Konsuln von Mailand den Vimercati, den Hauptleuten von Vimercate, das bereits um das Jahr 1000 vom Erzbischof von Mailand gewährte Recht auf den Zehnten auf die Erträge von Land, Obst und Vieh, und zwar sowohl für den Zweig von Vimercate als auch für den von Airuno. In den Statuten für die Straßen und Gewässer des Herzogtums Mailand wurde er in der Gemeinde Brivio als el locho da Ayruno aufgeführt. Bei der Aufteilung des Grundbuchs von Monte di Brianza (1456) wurde die Gemeinde Ayruno in die Pieve Brivio eingegliedert. Im Grundbuch des Herzogtums Mailand von 1558 und in den nachfolgenden Aktualisierungen bis zum 17. Jahrhundert wurde Airuno unter den Gemeinden der Pieve Brivio aufgeführt. In einer Übersicht über alle Ländereien des Herzogtums Mailand und andere, die mit ihnen für Salz besteuert wurden aus dem Jahr 1572 (Terre Ducato di Milano, 1572) war auch Ayruno enthalten.
Die Herzöge von Mailand hatten jeder Gemeinde an der Adda, und somit auch Airuno, das Fischereirecht an dem ihr gehörenden Flussabschnitt eingeräumt. Diese Gemeinden waren jedoch verpflichtet, eine ausreichende Menge an Fisch zu liefern; nach dem Fall des Herzogtums ging der Nutzen bis 1784 von der Gemeinde auf die Besitzer von Airuno, die Familie Vimercati, über. Aus den Antworten, die im Jahr 1751 auf die 45 Fragen der königlichen Volkszählung gegeben wurden, geht hervor, dass die Gemeinde Airuno, die zur Pieve Brivio gehörte, zu diesem Zeitpunkt nicht belehnt war, sondern am 30. Juli 1663 (gemäß der von Raimondo Marliani verfassten Urkunde) mit einer Zahlung von 990 Lire an die königliche Kammer abgelöst wurde, so dass sie alle fünfzehn Jahre 32 Lire an den regio contadore abführte. Weder ein königlicher noch ein feudaler iusdicente residierte dort; die Gemeinde war dem königlichen Amt der Martesana unterstellt, an das sie außer in außerordentlichen Fällen je nach den Umständen der Fälle nichts Festgelegtes zahlte, und bei dessen Strafbank der Konsul einen Eid zu leisten pflegte.
Nach dem vorübergehenden Zusammenschluss der lombardischen Provinzen mit dem Königreich Sardinien wurde die Gemeinde Airuno mit 633 Einwohnern, die von einem 15-köpfigen Gemeinderat und einem 2-köpfigen Stadtrat verwaltet wird, auf der Grundlage der durch das Gesetz vom 23. Oktober 1859 festgelegten Gebietsaufteilung dem Bezirk III von Brivio, Bezirk III von Lecco, Provinz Como, zugeordnet. Bei der Verfassung des Königreichs Italien im Jahr 1861 hatte die Gemeinde 633 Einwohner (Volkszählung 1861). Nach dem Gemeindegesetz von 1865 wurde die Gemeinde von einem Bürgermeister, einer Junta und einem Rat verwaltet. Im Jahr 1867 wurde die Gemeinde in denselben Bezirk, Kreis und dieselbe Provinz eingegliedert (Verwaltungsbezirk 1867).
Im Jahr 1924 wurde die Gemeinde in den Bezirk Lecco der Provinz Como eingegliedert. Nach der Gemeindereform im Jahr 1926 wurde die Gemeinde von einem Podestà verwaltet. Im Jahr 1927 wurde die aufgelöste Gemeinde Aizurro zur Gemeinde Airuno zusammengefasst. Nach der Gemeindereform von 1946 wurde die Gemeinde Airuno von einem Bürgermeister, einer Junta und einem Gemeinderat verwaltet.

## Bevölkerung
| Bevölkerungsentwicklung | Bevölkerungsentwicklung | Bevölkerungsentwicklung | Bevölkerungsentwicklung | Bevölkerungsentwicklung | Bevölkerungsentwicklung | Bevölkerungsentwicklung | Bevölkerungsentwicklung | Bevölkerungsentwicklung | Bevölkerungsentwicklung | Bevölkerungsentwicklung | Bevölkerungsentwicklung | Bevölkerungsentwicklung | Bevölkerungsentwicklung | Bevölkerungsentwicklung |
| ----------------------- | ----------------------- | ----------------------- | ----------------------- | ----------------------- | ----------------------- | ----------------------- | ----------------------- | ----------------------- | ----------------------- | ----------------------- | ----------------------- | ----------------------- | ----------------------- | ----------------------- |
| Jahr                    | 1861                    | 1881                    | 1901                    | 1921                    | 1931                    | 1951                    | 1961                    | 1971                    | 1981                    | 1991                    | 2001                    | 2013                    | 2016                    | 2022                    |
| Einwohner               | 830                     | 884                     | 920                     | 938                     | 1046                    | 1189                    | 1410                    | 1690                    | 2197                    | 2532                    | 2581                    | 2945                    | 2868                    | 2835                    |

## Sehenswürdigkeiten
- Pfarrkirche Santi Cosma e Damiano[2]